# مانهاگن
مانهاگن (به آلمانی: Manhagen) یک شهر در آلمان است که در استهلشتاین واقع شده‌است. مانهاگن ۴۱۴ نفر جمعیت دارد.